# Mack Bolan
Pour les articles homonymes, voir Bolan.
Ne doit pas être confondu avec Marc Bolan.
Mack Bolan est le personnage principal de la série policière et d'espionnage L'Exécuteur.

## Biographie de fiction
Ancien sergent-chef (Master sergeant) de l'armée américaine, il était tireur d'élite pendant le début de la Guerre du Viêt Nam où il avait été surnommé "l'Exécuteur". 
Son père a de grosses dettes auprès de la mafia. À la suite d'un enchaînement de circonstances, le père tue la mère et la sœur de Mack avant de se suicider. Le frère de Mack échappe à la mort. Cet acte met Mack Bolan dans une colère noire contre la Mafia ; il dévalise une armurerie, y dérobe une carabine Marlin 444 et commence une croisade vengeresse. 
À chaque livre de la série, Mack Bolan massacre une bande de mafiosi. Son arme préférée, au début de ses aventures, est un Beretta Brigadier avec silencieux et un Automag 44, qui seront remplacés par un Beretta 93R calibre 9 mm Parabellum doté d'un silencieux, mais il dispose d'une grande quantité d'armes de guerre (il est très souvent fait référence à ces armes dans les livres de la série policière).

## Voir Aussi
- Notices d'autorité :   - LCCN
  - Israël